# José de Armas
José de Armas (Florida, 25 marzo 1981) è un ex tennista venezuelano, ritiratosi nel 2010.
Ottenne il suo best ranking in singolare il 29 maggio 2003 raggiungendo la 236ª posizione del ranking ATP. Nella sua carriera ha conquistato 23 titoli nel circuito futures, più della metà su cemento outdoor. Ha fatto parte della squadra venezuelana di Coppa Davis.

## Statistiche

### Tornei minori

#### Singolare

##### Vittorie (23)
| Legenda        |
| Challenger (0) |
| Futures (23)   |

| Numero | Data             | Torneo                               | Superficie  | Avversario in finale  | Punteggio       |
| 1.     | 8 agosto 1999    | Mexico 1 Satellite W2 1999, Mazatlán | Terra rossa | Rudy Rake             | 7-6, 7-5        |
| 2.     | 24 ottobre 1999  | Mexico F5 1999, Playa del Carmen     | Cemento     | Marco Osorio          | 6-3, 2-0r       |
| 3.     | 21 maggio 2000   | USA F12 2000, Vero Beach             | Terra rossa | Lee Pearson           | 6-3, 7-61       |
| 4.     | 18 febbraio 2001 | Mexico F2 2001, Cancún               | Cemento     | Mehdi Tahiri          | 6-7, 6-3, 6-2   |
| 5.     | 26 maggio 2002   | USA F12 2002, Tampa                  | Terra rossa | Frank Dancevic        | 7-66, 5-7, 6-4  |
| 6.     | 30 giugno 2002   | Venezuela F1 2002, Barquisimeto      | Cemento     | Brandon Hawk          | 3-6, 6-4, 6-2   |
| 7.     | 7 luglio 2002    | Venezuela F2 2002, Maracaibo         | Cemento     | Michael Quintero      | 1-6, 6-0, 6-3   |
| 8.     | 9 maggio 2004    | USA F10 2004, Vero Beach             | Terra rossa | Melvyn Op der Heijde  | 64-7, 7-63, 6-3 |
| 9.     | 23 gennaio 2005  | USA F2 2005, Kissimmee               | Cemento     | Alex Kuznetsov        | 6-1, 6-4        |
| 10.    | 15 maggio 2005   | USA F10 2005, Orange Park            | Terra rossa | Alex Kuznetsov        | 6-4, 7-5        |
| 11.    | 22 maggio 2005   | USA F11 2005, Tampa                  | Terra rossa | Diego Alvarez         | 2-6, 6-3, 7-5   |
| 12.    | 12 giugno 2005   | USA F12 2005, Woodland               | Cemento     | Iván Miranda          | 4-6, 6-4, 6-1   |
| 13.    | 11 novembre 2007 | Venezuela F8 2007, Maracay           | Cemento     | Roberto Maytín        | 6-2, 7-5        |
| 14.    | 15 giugno 2008   | Venezuela F1 2008, Maracay           | Cemento     | Roman Recarte         | 3-6, 6-4, 7-5   |
| 15.    | 29 giugno 2008   | Venezuela F3 2008, Valencia          | Cemento     | Julio-Cesar Campozano | 65-7, 6-0, 6-3  |
| 16.    | 27 luglio 2008   | Venezuela F4 2008, Maracaibo         | Cemento     | Piero Luisi           | 6-3, 0-6, 6-3   |
| 17.    | 3 agosto 2008    | Venezuela F5 2008, Valencia          | Cemento     | Brett Ross            | 6-4, 6-3        |
| 18.    | 5 ottobre 2008   | Venezuela F7 2008, Barquisimeto      | Terra rossa | Julio-Cesar Campozano | 6-3, 6-1        |
| 19.    | 12 ottobre 2008  | Venezuela F8 2008, Valencia          | Cemento     | Julio-Cesar Campozano | 6-1, 6-3        |
| 20.    | 19 ottobre 2008  | Venezuela F9 2008, Caracas           | Cemento     | Piero Luisi           | 6-4, 7-66       |
| 21.    | 18 gennaio 2009  | USA F1 2009, Boca Raton              | Terra rossa | Gabriel Moraru        | 7-5, 6-3        |
| 22.    | 30 maggio 2009   | Venezuela F3 2009, Maracaibo         | Cemento     | Alejandro González    | 7-5, 6-3        |
| 23.    | 10 ottobre 2009  | Venezuela F7 2009, Barquisimeto      | Terra rossa | Eduardo Struvay       | 6-4, 5-7, 6-1   |

#### Doppio

##### Vittorie (12)
| Legenda        |
| Challenger (1) |
| Futures (11)   |

| Numero | Data             | Torneo                                           | Superficie  | Compagno              | Avversari in finale                       | Punteggio          |
| 1.     | 1º agosto 1999   | Mexico 1 Satellite W1 1999, Mazatlán             | Cemento     | Jorge Haro            | Daniel Langre Jovan Savic                 | 6-3, 6-4           |
| 2.     | 15 agosto 1999   | Mexico 1 Satellite W3 1999, Mazatlán             | Cemento     | Jorge Haro            | Dann Battistone Michael Jessup            | 2-6, 7-6, 7-5      |
| 3.     | 31 ottobre 1999  | Mexico F6 1999, Chihuahua                        | Cemento     | Daniel Langre         | Luis Uribe Jicham Zaatini                 | 7-5, 6-7, 7-6      |
| 4.     | 23 aprile 2000   | San Luis Potosí Challenger 2000, San Luis Potosí | Terra rossa | Jimy Szymanski        | Jocelyn Robichaud Michael Sell            | 5-7, 6-4, 6-2      |
| 5.     | 26 novembre 2000 | USA F28 2000, Malibù                             | Cemento     | Djalmar Sistermans    | Sebastien Graeff Anthony Ross             | 7-67, 6-4          |
| 6.     | 20 maggio 2001   | USA F12 2001, Hallandale Beach                   | Terra rossa | Nicolás Pereira       | Steve Berke Kyle Porter                   | 6-4, 2-6, 6-2      |
| 7.     | 28 ottobre 2001  | Venezuela F1 2001, Caracas                       | Terra rossa | Giovanni Lapentti     | Ivan Cinkus Gergely Kisgyorgy             | W/O                |
| 8.     | 4 novembre 2001  | Venezuela F2 2001, Caracas                       | Terra rossa | Giovanni Lapentti     | Antonio Baldellou-Esteva David Cors-Pares | 6-4, 6-3           |
| 9.     | 27 ottobre 2002  | Mexico F15 2002, Obregón                         | Cemento     | Ignacio Gonzalez-King | Pedro Braga Ronaldo Carvalho              | 5-7, 7-5, 6-2      |
| 10.    | 3 novembre 2002  | Mexico F16 2002, Juarez                          | Terra rossa | Ignacio Gonzalez-King | Bruno Echagaray Santiago González         | 7-5, 6-3           |
| 11.    | 7 ottobre 2007   | Venezuela F5 2007, Caracas                       | Cemento     | Jimy Szymanski        | Piero Luisi Roberto Maytín                | 65-7, 7-66, [10-1] |
| 12.    | 4 novembre 2007  | Venezuela F7 2007, Caracas                       | Cemento     | Jimy Szymanski        | Miguel Cicenia Luis David Martínez        | 7-67, 7-64         |